# بني عيفري (مناخة)

تعديل مصدري - تعديل

بني عيفري هي إحدى قرى عزلة بني خطاب بمديرية مناخة التابعة لمحافظة صنعاء، بلغ تعداد سكانها 83 نسمة حسب تعداد اليمن لعام 2004.